# الدمنة (الحديدة)

تعديل مصدري - تعديل

الدمنة هي إحدى قرى مديرية زبيد، التابعة لمحافظة الحديدة اليمنية، بلغ تعداد سكانها 1077 نسمة حسب الإحصاء الذي جرى عام 2004.